# Beania carteri
Beania carteri är en mossdjursart som först beskrevs av Walter Douglas Hincks 1880.  Beania carteri ingår i släktet Beania och familjen Beaniidae. Inga underarter finns listade i Catalogue of Life.